# Monommata dentata
Monommata dentata är en hjuldjursart som beskrevs av Wulfert 1940. Monommata dentata ingår i släktet Monommata och familjen Notommatidae. Inga underarter finns listade i Catalogue of Life.